# Le Baby-sitter
Pour les articles homonymes, voir Le Baby-sitter (homonymie).
Le Baby-sitter (The Stranger Game) est un téléfilm canado-américain réalisé par Terry Ingram et diffusé le 18 juin 2006 sur Lifetime.

## Fiche technique
- Titre original : The Stranger Game
- Réalisation : Terry Ingram
- Scénario : Judy Skelton et Cynthia Weil
- Société de production : Peace Arch Entertainment Group
- Durée : 90 minutes
- Pays :  Canada,  États-Unis

## Distribution
- Mimi Rogers (VF : Pauline Larrieu) : Joanna Otis
- David Orth (VF : Thierry Ragueneau) : Charlie King
- Barclay Hope (VF : Stefan Godin) : Paul Otis
- Casey Dubois (VF : Gwenvin Sommier) : Sam Otis
- Sonya Salomaa (VF : Alexia Lunel) : Ellie Glassman
- Catherine Lough Haggquist (VF : Nicole Dogué) : Barbara Leaf
- Liam Ranger : Jason Copeland
- Karin Konoval : Susan Copeland
- Fred Henderson (en) : Bill Fox
- Missy Cross : Margaret
- Jordan Hoffart : Skateboarder
- Sean Whale : Tony
- Charisse Baker : Lisa
- Robin Mossley : Max
- James Crescenzo : Monsieur Delgado
- Jason Griffith : Homme dans la voiture
- Ben Cole : Jeremy
- Yee Jee Tso (en) : John

 Source et légende : version française (VF) sur RS Doublage et selon le carton de doublage télévisuel.